# ヴィクトリアン・ローズ・テーラー
『ヴィクトリアン・ローズ・テーラー』は、青木祐子による日本のライトノベル。イラストはあきが担当している。コバルト文庫（集英社）より2005年12月から2013年5月まで刊行された。

## ストーリー
1870年代のイギリス、ロンドン郊外の小さな町リーフスタウンヒルにある女性専門ドレス仕立屋『薔薇色（ローズ・カラーズ）』は、少女2人が経営する小さなお店ながらも、恋を叶えるドレスをつくると大評判。店主のクリスは着る人の心のかたちをつかみ、それをドレスに仕立てる。しかし彼女は心をうつすドレスの恐ろしさも知っていた。自分の心をからっぽにし、ドレスを着る人の心だけに向き合おうと努めるクリスだが、ある日青年貴族のシャーロックが彼の妹のドレスを注文しに来て以来、クリスの心に変化が起こる。人の心の闇を引き出すドレスの存在、愛人との恋によって人が変わってしまった母親のこと、そしてシャーロックへの密かな恋。クリスはそれらとの向き合い方に戸惑う。

## 登場人物
便宜的に、「薔薇色」「夜想」、そして日本の五十音順に、公侯伯子男の爵位を持つ家、持たない家、その他の組織を記載する。なお、短編のみに登場するキャラクターは省く。爵位#ヨーロッパにおける爵位も参照。

### 「薔薇色（ローズ・カラーズ）」
ロンドン郊外のリーフスタウンヒルにある仕立屋。恋のドレスを作ると評判。
クリスティン・パレス（クリス）
主人公。「薔薇色」の店主で縫い子。小柄な少女でいつも髪型は二つに分けた三つ編みで、服は地味な紺色のドレスを着ている。人見知りする性質で、特に男性に対しては身構えてしまう。シャーロックに密かに恋心を抱いている。
パメラ・オースティン
「薔薇色」の売り子でクリスの昔なじみ。社交的で華やかな容貌を持つ美少女。気が強くてしっかり者。

### 「夜想（ノア）」
どこにあるのかわからない仕立て屋。闇のドレスを仕立てている。
ミセス・コルベール
闇のドレスの売り子。
リンダ・パレス（あるいはミセス・コルベール）
「夜想」の縫い子。もう一人の「ミセス・コルベール」。クリスの母親。かつては「薔薇色」の出資者のヒューバート・クライン卿の妾だった。
ギルレイ（あるいはニードル）
闇のドレスの売り子。
アイリス・ウォーレン（あるいはケイン）
黒い髪に黒い瞳。ハクニール家で雇われていたフローレンスの元メイド。貴族に恨みを持っている。

### ハクニール家
ランベスフィールド州に土地を持つ名門。名馬を育てると名高い。ロンドン近郊（リーフスタウン北）の丘にオブシディアンズという別邸を持つ（いずれそれはフローレンスに譲られる、とシャーロックが発言している）。またシャーロックは後にロンドンに引っ越す。
ランベス公爵アルフレイド・ハクニール（アルフ）
シャーロックの父親。シャーロックとクリスを別れさせようと画策する。
ランベス公爵夫人ソフィア・ハクニール
シャーロックの母親。美貌と知性を併せ持つ女性。
シャーロック・ハクニール（シャーリー）
黒髪に灰がかったはしばみ色の瞳をしたハクニール家の長男。“氷の男”と噂されており、水色の愛車「リトル・メイフィア号」を乗り回す。馬が大の苦手。ブラントレイ家の晩餐会で社交界デビューするフローレンスのため、「薔薇色」にドレスを注文する。クリスのことが気になっている。
フローレンス・ハクニール（フローラ）
ピンクがかったような金髪とはしばみ色の瞳を持つ。シャーロックの6つちがいの妹で、ハクニール家の長女。乗馬中の事故で足に怪我を負った。事故後はオブシディアンズに住んでいる。16歳で社交界デビュー。
クラウド
ハクニール家の執事。
オベロン
フローレンスの愛馬。ティタニアの兄。足を骨折しアルフレイドに射殺された。
ティタニア
オベロンの妹。栗毛。

### モアティエ家
ハクニール家の近い親戚。政治力の強い名門。フィツベリーに領地を持つ。ロンドンの本宅と、それとは別にイングランド東部に故ラヴィニアとアップルの為の別宅「ケイパビリティハウス」を持つ。
ヘンリー・モアティエ
公爵。アルフレイドのいとこ。愛人との娘であるアップルを溺愛している。
ドロシア・モアティエ夫人
コーネリアとジェレミーの母。愛人がいることを承知でヘンリーに嫁いだ。彼女の姉ノーラはスコットランドの領主に嫁いでいる。父親はカートリー家の末っ子。
コーネリア・モアティエ
モアティエ家の長女。ビアードの恋人。
ジェレミー・モアティエ
モアティエ家の長男で、コーネリアとアップルの弟。寄宿学校に行っている。
ラヴィニア
故人。29歳没。ヘンリーの愛人。アップルの母。
アップル・モアティエ
ヘンリーの隠し子だったが、14歳の時に養子としてロンドンの本宅に引き取られる。
メアリ・キンバリー
ケイパビリティハウスのアップルづきのメイド。
ボーデン
ロンドン本宅の使用人。

### ウォリンフォード家
ロンドンに家を持つ伯爵家。ウォリンフォード夫人がソフィア・ハクニール夫人の妹。
フリル・ウォリンフォード（リル）
茶色い瞳に赤毛の少女。プリンセス・リボン。シャーロックのいとこ。リボンが好き。

### オルソープ家
伝統と格式、資産のある名門の伯爵家。
オルソープ卿
アディルとフレデリックの父親。年寄り。
フレデリック・オルソープ
長男。アディルの兄。子爵。金髪に青い瞳。
アディル・オルソープ
長女。父親であるオルソープ卿が年をとってからできた娘。シャーロックの婚約者候補。コーネリアと仲が良い。
カルスン・ローゼンブラッド・ハノーヴァ
従者。
ブリジット
メイド。黒髪美人。

### トレヴィシク家
イヴリンの父である元伯爵が鉄道への投資に失敗し、没落した。
トレヴィシク卿
元伯爵。鉄道への投資に失敗し、セブン・エルムス駅で自殺した。
トレヴィシク夫人
イヴリンの母親。クリスの仕立てたドレスを着て浮気をし、トレヴィシク卿が自殺するきっかけを作った。
イヴリン・ヒューズ（あるいはイヴリン・トレヴィシク）
茶色い目と髪を持つ長身痩躯の美人。父の死後、女伯爵を名乗る。家が没落した後はヒューズ姓を名乗りパトリシアのコンパニオンをしていたが、闇のドレスの事件に巻き込まれ、最終的にユベールと逃避行をすることとなる。
ユベール・サリフ
イヴリンの恋人。かつてトレヴィシク卿に雇われていた時、リンダをトレヴィシク卿の別邸まで送迎していた。トレヴィシク家が離散した後、ソールズベリ家で従者を勤めながらパトリシアから小切手を巻き上げる。闇のドレスに関わったことによりソールズベリ家を辞めた後、ハクニール家に御者として雇われるが短期間で自己都合退職。再度闇のドレスに関わり、最終的にイヴリンを連れてロンドンから逃亡する。

### デイヴィー家
貴族だが、資産はほとんどない子爵家。
ビアード・デイヴィー
シャーロックの寄宿学校時代の同期生。女癖が悪い野心家。コーネリアの恋人。

### イシュタトン家
あまり裕福でない男爵家。愛人がいることを承知の上で、ファニーをバルト農園のメルヴィン・バルトと婚約させた。
イシュタトン
男爵。ファニーとケネスの結婚に反対している。
イシュタトン夫人
シャーリーの記憶では「小柄な美人」。
ファニール・イシュタトン（ファニー）
イシュタトン家の長女。ケネスの婚約者。
フェビアン
家政婦頭。既婚者。
ノラ
ファニーのメイド。

### ギャロップ家
イアン曰く、お人よしばかりの家。貴族ではないが上流階級に属し、代々医師を排出するそれなりの家系。
イアン・ギャロップ
灰色の髪、茶色い目、銀縁眼鏡にちょぼひげの医者。乗馬で体は鍛えている。上流階級の婦人たちに人気があり、マルベリー夫人やフローレンスの主治医をしていた。シャーリーとは知己。パメラに何度もプロポーズして、その度に振られている。

### ソールズベリ家
鉄道で財を築いた富豪。パトリシアの父と兄がソールズベリ鉄道を経営している。
ジョン・ソールズベリ
鉄道王と呼ばれるパトリシアの父。パトリシアを可愛がっている。
パトリシア・ソールズベリ
「薔薇色」にドレスを注文するたび恋が終わる可哀想な娘。
セイラ
ソールズベリ家のメイド。

### バーンズ家
ジョージが一代で築いた資産家。
ジョージ・バーンズ
太っている。
ヘレナ・バーンズ夫人
「薔薇色」の常連客。
バート・バーンズ
長男。
ミラルダ・バーンズ
次女。ふっくらとした体格で茶色の髪を持つ。16歳で社交界デビューした。
アリス・バーンズ
長女。背が高く細身の体格をしている。作中、シャーロックと踊っていたことも描写されたが、詳細は描かれていない。

### ファーガソン家
バルトとケネスの決闘の舞台を提供した。財産家。
ファーガソン卿
リーフスタウンヒルに住む初老の紳士。銃の収集が趣味であり、公平な人物であると評されている。熱心な宗教家で、信心深い割に血の熱い男とシャーロックは評している。

### ブラントレイ家
貿易会社を持つ実業家。「財産はあるが、三代はさかのぼれない」と陰で言われている。
アンディ・ブラントレイ
赤毛の貿易商の青年。フローレンスの事故の原因を作った男であり、彼女の婚約者。年齢はシャーロックより一つ上で、アルフレイドとは馬の売買で知り合ったらしい。

### マドクス家
由緒正しい軍人の家系。
ジョン・マドクス将軍
子供とのコミュニケーションがうまく出来ない不器用な父親。シャロンに毒を盛られた経験がある。
マドクス夫人
故人。外国から将軍のもとに嫁いできた。
シャロン・マドクス
エドの2歳年上の姉。ボートン・ヴィレッジに住んでいる。弟であるエドゥアルトと顔がよく似ている。そのため幼い頃から衣服を交換することで、家に訪れる人を惑わせていた。
エドゥアルト・マドクス（エド）
姉のシャロンとよく似た顔立ちで、一見少女と見紛うほどの美少年。口の悪い子供。気管支を患っていたが後に回復し、登場するたびに背が伸びていく。シャーロックとはクリスに関することで小競り合いすることがしばしば。フリルと一緒によく「薔薇色」を訪れている。フリルの方が年下だが、彼女には頭が上がらないようだ。
アントニー・ストラゥト
黒髪、黒い瞳のフランス人。マドクス夫人のいとこで、マドクス家の子供たちの従者兼後見人。後に後見人のまま、シャーロックの従僕となる。初登場時は落ち着いた雰囲気を持っていた。
デイヴィット・ランバート
栗色の髪に茶色い目をしたシャロンの恋人。

### ロイエンタール家
ケイパビリティハウスの隣に領地を持つ農場主。
ブライアン・ロイエンタール
茶色い目の学生。アップルに好意を寄せている。

### ロビンソン家
北西イングランドの地主。
サーシア・ロビンソン
茶色い髪。アメリカ帰りに「薔薇色」でドレスを注文する。
キャシー
サーシアの妹。
ラリー・マーティン
サーシアの婚約者。アメリカ人の自動車技師。
ダニエル・ヒース
故人。ドイツでラリーと出会い友人になった。サーシアの幼馴染。

### 『ソーンダイク事務所』
ジャレッド・ソーンダイク
アルフレイドの友人で、シャーロックとクリスが別れるのを手助けし、クリスに告白した。金髪に、青みがかった灰色の瞳。
セシリアとマーロン
所員。

### 『バルト農園』
十年前にたばこ農園で成功した富豪。バルトはたばこ王と呼ばれている。
メルヴィン・バルト
故人。彼の父がルパート・バルト（伯爵）の次男。生前は背が高く、黒い目で、伯爵家の鼻つまみ者だった。彼自身には爵位はなく、紳士録にも載っていない。ただしルパート・バルトの長男はウィリアム・バルト（子爵）、長女はアルリオン家の子爵夫人である。作中ではすでに両親は死亡している。
メルヴィン・バルト（あるいはジャック・オランド）
十年前航海中に死亡したメルヴィン・バルトの戸籍を利用している船乗り。ファニーの婚約者だったが、身分や経歴の詐称が発覚して破談となった。
イレーネ・オランド
ジャック・オランドの妻。

### 『ビーナス座』
ナターリア・デュラント
評判の女優。「妖精の女王」で主役に抜擢された。キースの元恋人。
マーガレット・ベル
突然舞台から姿を消した女優。ブランメル家の男爵令嬢であり、マーガレット・ベルは芸名。キースの元恋人。
キース・ライアン
金髪に青い目を持つ役者。
カリナ・リチャード
ロバートの娘。「楽園」を書き上げた脚本家。キースの恋人。
ロバート・ジャン・リチャード（ロウ）
黒髪のビーナス座の座長。脚本家。「妖精の女王」を発表した。

### 『マリア』
カウアイにある娼館。
メアリ
故人。パメラの友人。

### 『ロデリック＆ストーナー弁護士事務所』
ロデリック卿
ケネスの共同経営者。法廷弁護士。
ケネス・ストーナー
爵位のない領主の息子で、事務弁護士。ファニーの婚約者。シャーリーの寄宿舎時代の先輩。童顔。
ミス・バネット
事務員。ケネスの右腕。
ウィシュ
ファニーに拾われたでぶ猫。ケネスが飼っている。

### その他の貴族
ヒューバート・クライン
トレヴィシク家の隣家に住んでいた。リンダをたらしこんだ。
ガンズフィールド
準男爵。ロンドン中の注目を集めているらしい。
マルベリー夫人、マルベリー卿
マルベリー卿の女遊びに嫉妬したマルベリー夫人の心のかたちを、かつてクリスが「嫉妬」というドレスで仕立てた。
クロムウェル卿
イヴリンの祖父に恩義を感じている。イギリスの各所に領地を持つ。
コニー・ウィリアムズ
ヘンリーとドロシアのかつての友達。アラン・ウィリアムズという貿易商人に嫁いだ。旧姓はブラウン。
デューイ・カートリー
ドロシアの従兄弟。
ケント・コンウェイ
パトリシアと共にオルソープ家の舞踏会に出席した。ジェインという妹がいる。パトリシアへ求婚している。
アレックス・シュミット
コーネリアと共にオルソープ家の舞踏会に出席した。
ライ
パトリシアの兄の寄宿舎時代の後輩。パトリシアの恋人。
ショーン・ルイス
ミラルダの恋人。以前はパトリシアに求婚していた。父はパトリシア鉄道の経営者のひとり。
バートランド
イヴリンに求婚した結果、ユベールに銃を奪われた。

### その他の一般人
レイノルズ
馬丁。リンダ曰く、クリスの父親。
ジェイムス（ジェイ）
服地商。パメラの友人。『ニール＆ジェイムス商会』で働いている。
マクドゥエル
会員制ナイトクラブ『プリアモス』の店員。
リコ・ウォーレン
アイリスの妹。ある貴族の家で働いていたが、その家の令嬢に阿片づけにされた。ピンクがかった金色の髪をしているらしい。
ドロシー
リーフスタウンヒル駅前にあるよろず屋「ドロシーの店」の主人。
ルイーズ
「薔薇色」の斜め向かいのパブ「兎亭」の主人。
ローラ
カウアイに住むお針子。

## 既刊一覧
小説
| No. | タイトル                           | 第1刷発行日（発売日）           | ISBN              | 備考 |
| --- | ---------------------------------- | ------------------------------- | ----------------- | --- |
| 1   | 恋のドレスとつぼみの淑女           | 2006年1月10日（2005年12月22日） | 4-08-600716-9     | |
| 2   | 恋のドレスは開幕のベルを鳴らして   | 2006年4月10日（3月31日）        | 4-08-600756-8     | |
| 3   | 恋のドレスと薔薇のデビュタント     | 2006年7月10日（6月30日）        | 4-08-600794-0     | |
| 4   | カントリー・ハウスは恋のドレスで   | 2006年11月10日（10月3日）       | 4-08-600831-9     | |
| 5   | 恋のドレスは明日への切符           | 2007年1月10日（2006年12月22日   | 4-08-600865-3     | |
| 6   | 恋のドレスと硝子のドールハウス     | 2007年4月10日（3月30日）        | 978-4-08-600898-3 | |
| 7   | 恋のドレスと運命の輪               | 2007年7月10日（6月28日）        | 978-4-08-601041-2 | |
| 8   | あなたに眠る花の香                 | 2007年8月10日（8月1日）         | 978-4-08-601050-4 | 短編集 「恋のドレスとプリンセス・リボン」 「黄色い花の法則（ルール）」 「さびしがりやの王子」 「あなたに眠る花の香」 「扉をあけるマリア」収録 |
| 9   | 恋のドレスと大いなる賭け           | 2007年10月10日（10月2日）       | 978-4-08-601080-1 | |
| 10  | 恋のドレスと秘密の鏡               | 2008年1月10日（2007年12月26日） | 978-4-08-601112-9 | |
| 11  | 恋のドレスと黄昏に見る夢           | 2008年5月10日（4月1日）         | 978-4-08-601148-8 | |
| 12  | 窓の向こうは夏の色                 | 2008年7月10日（7月1日）         | 978-4-08-601183-9 | 短編集 「ドレッシング・ルームの高い窓」 「希望という名の猫」 「窓の向こうは夏の色」 「幸福な淑女」収録                                        |
| 13  | 恋のドレスと約束の手紙             | 2008年9月10日（9月2日）         | 978-4-08-601203-4 | |
| 14  | 恋のドレスと舞踏会の青             | 2009年1月10日（2008年12月26日） | 978-4-08-601245-4 | |
| 15  | 恋のドレスと宵の明け星             | 2009年5月10日（4月28日）        | 978-4-08-601287-4 | |
| 16  | 聖者は薔薇にささやいて             | 2009年7月10日（7月1日）         | 978-4-08-601314-7 | 短編集 「聖者は薔薇にささやいて」 「午後のクッションと小さな賭け」 「〜卒業前夜〜」収録                                                       |
| 17  | 恋のドレスと追憶の糸               | 2009年8月10日（7月31日）        | 978-4-08-601318-5 | |
| 18  | 恋のドレスと聖夜の迷宮             | 2010年1月10日（2009年12月1日）  | 978-4-08-601355-0 | モアティエ公爵家編前編 |
| 19  | 恋のドレスと聖夜の求婚             | 2010年3月10日（3月2日）         | 978-4-08-601386-4 | モアティエ公爵家編後編 |
| 20  | 恋のドレスと月の降る城             | 2010年7月10日（6月1日）         | 978-4-08-601413-7 | |
| 21  | 恋のドレスと湖の恋人               | 2010年11月10日（10月30日）      | 978-4-08-601464-9 | |
| 22  | 恋のドレスと陽のあたる階段         | 2011年4月10日（4月1日）         | 978-4-08-601515-8 | ハクニール公爵家編前編 |
| 23  | 恋のドレスと翡翠の森               | 2011年7月10日（7月1日）         | 978-4-08-601540-0 | ハクニール公爵家編後編 |
| 24  | キスよりも遠く、触れるには近すぎて | 2011年9月10日（9月1日）         | 978-4-08-601558-5 | 短編集 |
| 25  | 恋のドレスと花ひらく淑女           | 2011年10月10日（10月1日）       | 978-4-08-601567-7 | |
| 26  | 聖者は薔薇を抱きしめて             | 2011年11月10日（11月1日）       | 978-4-08-601577-6 | 短編集 |
| 27  | 恋のドレスと白のカーテン           | 2012年3月10日（3月1日）         | 978-4-08-601614-8 | 本編完結巻 |
| 28  | 宝石箱のひみつの鍵                 | 2012年7月10日（6月30日）        | 978-4-08-601648-3 | 短編集 |
| 29  | 王子とワルツと懐中時計             | 2013年5月10日（5月1日）         | 978-4-08-601722-0 | 短編集 |

漫画
Cobaltとその増刊のComic Cobaltでコミカライズされている。
- 恋のドレスとプリンセス・リボン（作画：木々、Comic Cobalt（Cobalt 2010年10月号増刊）初出、文庫未収録作品）
- 恋のドレスと湖の王子様（作画：あき、Cobalt2011年11月号別冊付録初出、『宝石箱のひみつの鍵』に収録）